# پیئرفاندز، کبک
پیئرفاندز، کبک (به انگلیسی: Pierrefonds, Quebec) یک منطقهٔ مسکونی در کانادا است که در Pierrefonds-Roxboro واقع شده‌است. پیئرفاندز ۵۹٬۰۹۳ نفر جمعیت دارد.